# Rally Dakar de 2009
El  Rally Dakar de 2009, la 30.ª edición de la carrera rally raid más prestigiosa del mundo, se realizó por primera vez en Sudamérica, entre Argentina y Chile, como consecuencia de la suspensión de la edición anterior por amenazas terroristas en territorio africano. El director de la carrera, el francés Étienne Lavigne, anunció oficialmente el 12 de febrero de 2008 que la próxima edición del Rally Dakar se disputaría en el nuevo continente.
La competición partió de la capital argentina, Buenos Aires, desde el predio de La Rural, en el barrio de Palermo, llegó hasta el puerto chileno de Valparaíso, continuó por el norte de Chile, y regresó a territorio argentino para terminar en la misma ciudad donde comenzó, después de 9574 km. Finalizó el 18 de enero después de haber recorrido territorios como la llanura pampeana, el norte de la Patagonia argentina y el desierto de Atacama.
Una novedad de este Dakar 2009 fue el uso del color rosa en algunos números de los competidores. Este cambio se adoptó para identificar más fácilmente a los corredores de motos con cilindrada inferior a 450cc, por un lado, y, por otro, a los coches que compitán en la categoría T2. 
Los organizadores invirtieron cerca de 13 millones de euros, sin incluir los gastos de participación de cada equipo. Pese a la gran crisis económica mundial, el director del Dakar, Étienne Lavigne, afirmó que esta «no afectó al rally».

## Descripción del rally

### Recorrido

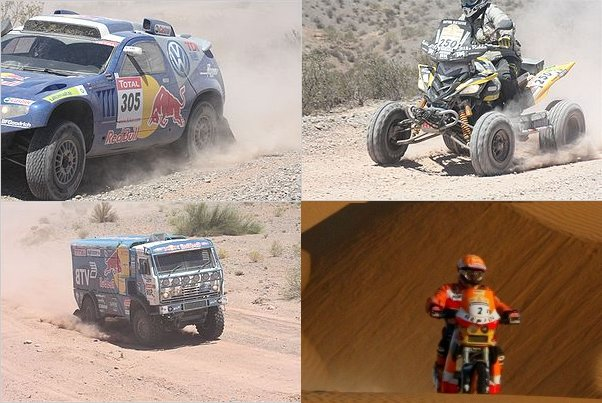
Los cuatro ganadores del Rally Dakar 2009. En coches, el sudafricano Giniel De Villiers y el alemán Dirk Von Zitzewitz (Volkswagen); en cuadriciclos el checo Josef Machacek (Yamaha); en camiones los rusos Firdaus Kabirov, Aydar Belyaev y Andrey Mokeev (Kamaz); en motos el español Marc Coma (KTM).

| Etapa | Fecha       | Origen                 | Destino                | Total (km)             | Especial (km)          |
| ----- | ----------- | ---------------------- | ---------------------- | ---------------------- | ---------------------- |
| 1     | 3 de enero  | Buenos Aires           | Santa Rosa             | 733                    |                        |
| 2     | 4 de enero  | Santa Rosa             | Puerto Madryn          | 837                    | 273                    |
| 3     | 5 de enero  | Puerto Madryn          | Ingeniero Jacobacci    | 694                    | 616                    |
| 4     | 6 de enero  | Ingeniero Jacobacci    | Neuquén                | 488                    | 459                    |
| 5     | 7 de enero  | Neuquén                | San Rafael             | 763                    | 506                    |
| 6     | 8 de enero  | San Rafael             | Mendoza                | 625                    | 395                    |
| 7     | 9 de enero  | Mendoza                | Valparaíso             | 816                    | 419                    |
|       | 10 de enero | descanso en Valparaíso | descanso en Valparaíso | descanso en Valparaíso | descanso en Valparaíso |
| 8     | 11 de enero | Valparaíso             | La Serena              | 652                    | 294                    |
| 9     | 12 de enero | La Serena              | Copiapó                | 537                    | 449                    |
| 10    | 13 de enero | Copiapó                | Copiapó                | 686                    | 666                    |
| 11    | 14 de enero | Copiapó                | Fiambalá               | 680                    | 215                    |
| 12    | 15 de enero | Fiambalá               | La Rioja               | 518                    | 253                    |
| 13    | 16 de enero | La Rioja               | Córdoba                | 753                    | 545                    |
| 14    | 17 de enero | Córdoba                | Buenos Aires           | 792                    | 227                    |
| 15    | 18 de enero | Buenos Aires           | Buenos Aires           | 0                      | 0                      |

### Salida simbólica

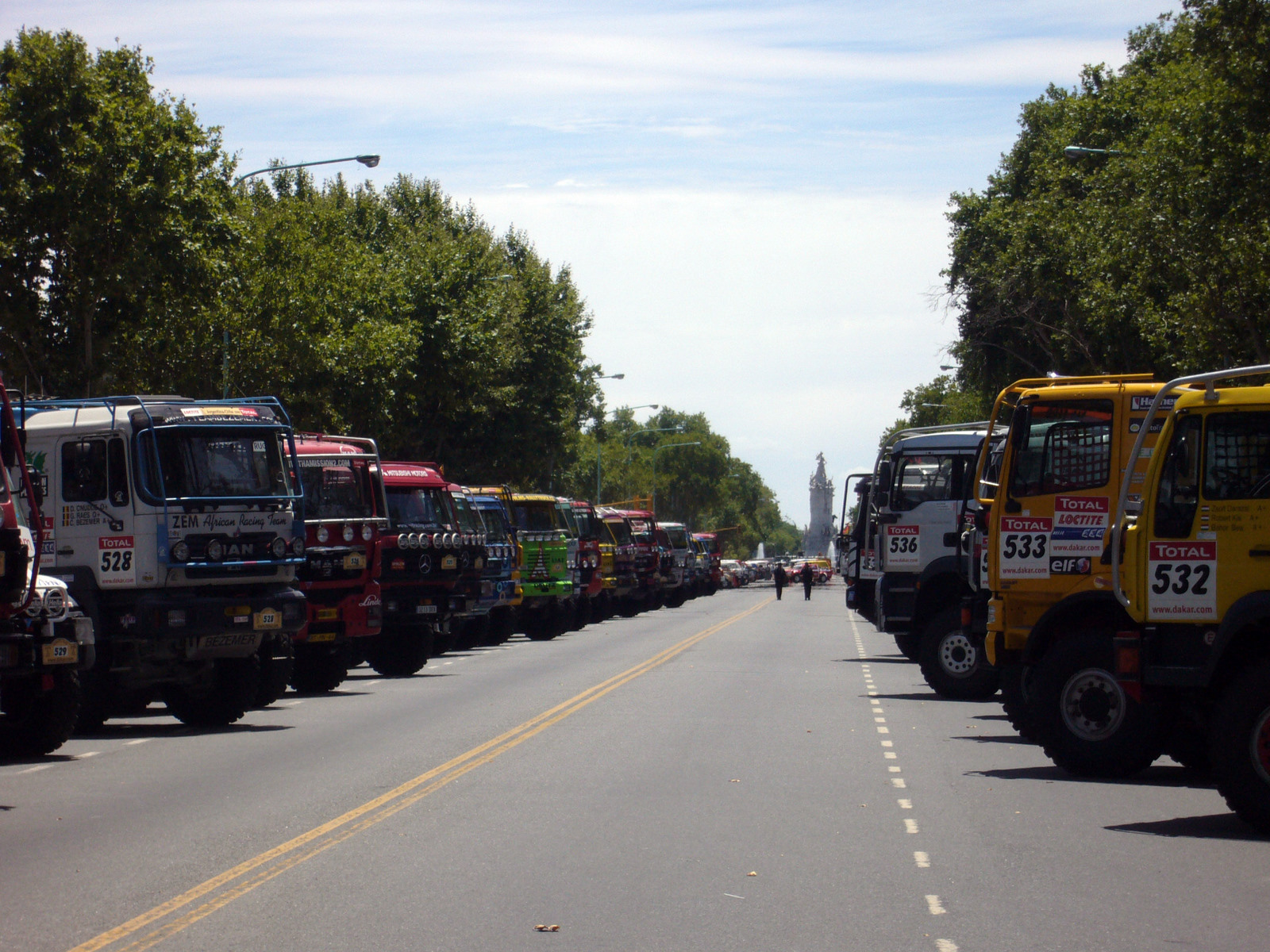
Camiones del Dakar estacionados en Palermo (Buenos Aires) antes del inicio del rally.

El 2 de enero los participantes realizaron un recorrido simbólico por la ciudad partiendo desde el Obelisco de Buenos Aires. Unas 500.000 personas saludaron ese día a los deportistas a medida que salían. En la salida partieron 217 motos, 25 cuadriciclos (quads), 177 autos y 81 camiones, con pilotos de 49 nacionalidades. Recorrieron un total de 9.574 kilómetros, de los cuales 5.652 fueron cronometrados. Valparaíso fue la ciudad de descanso y Buenos Aires las oficializó como el punto de inicio y final del rally.

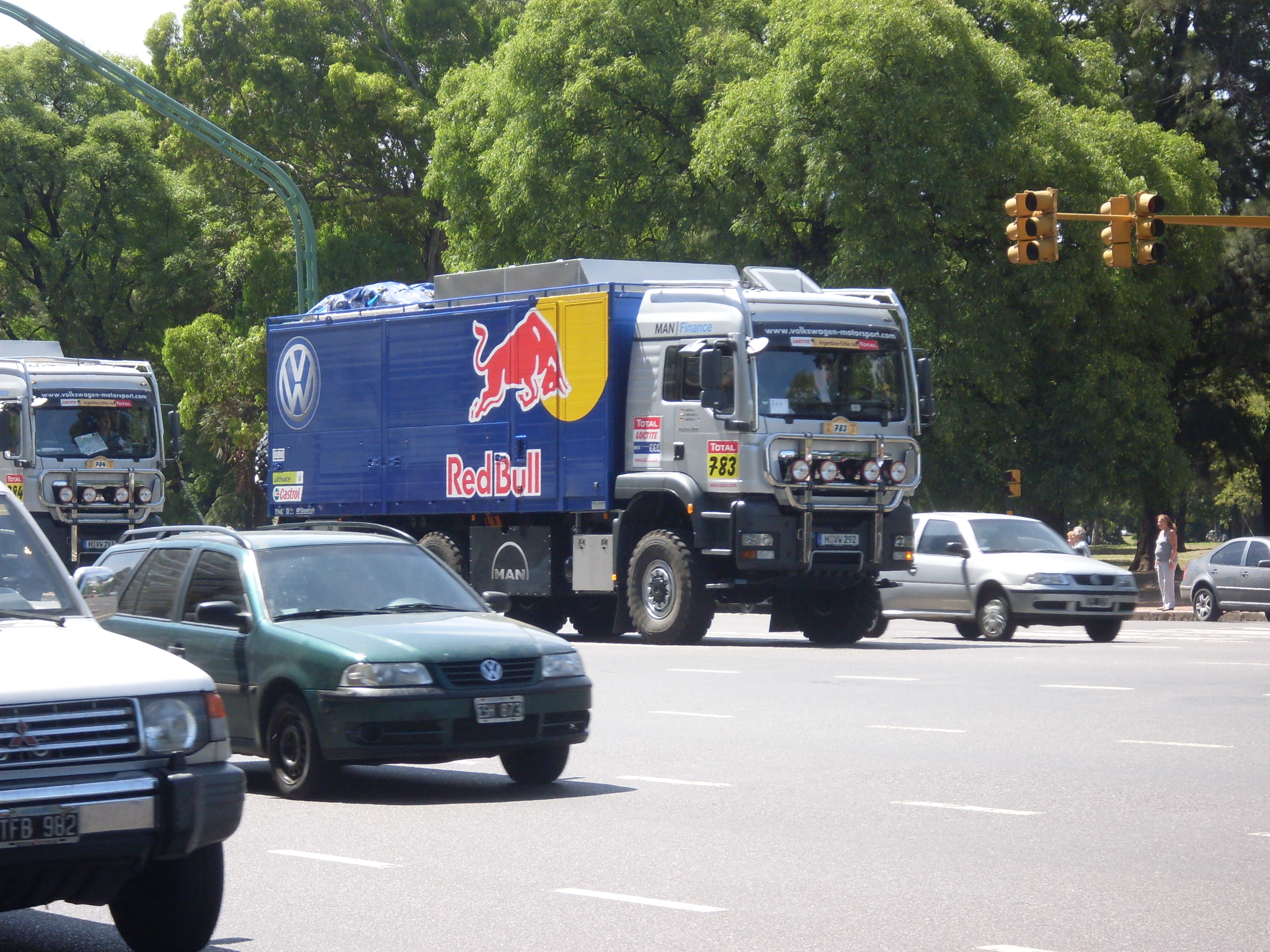
Camiones de asistencia en plena ciudad de Buenos Aires, mezclados entre el tráfico.

### Etapa 1

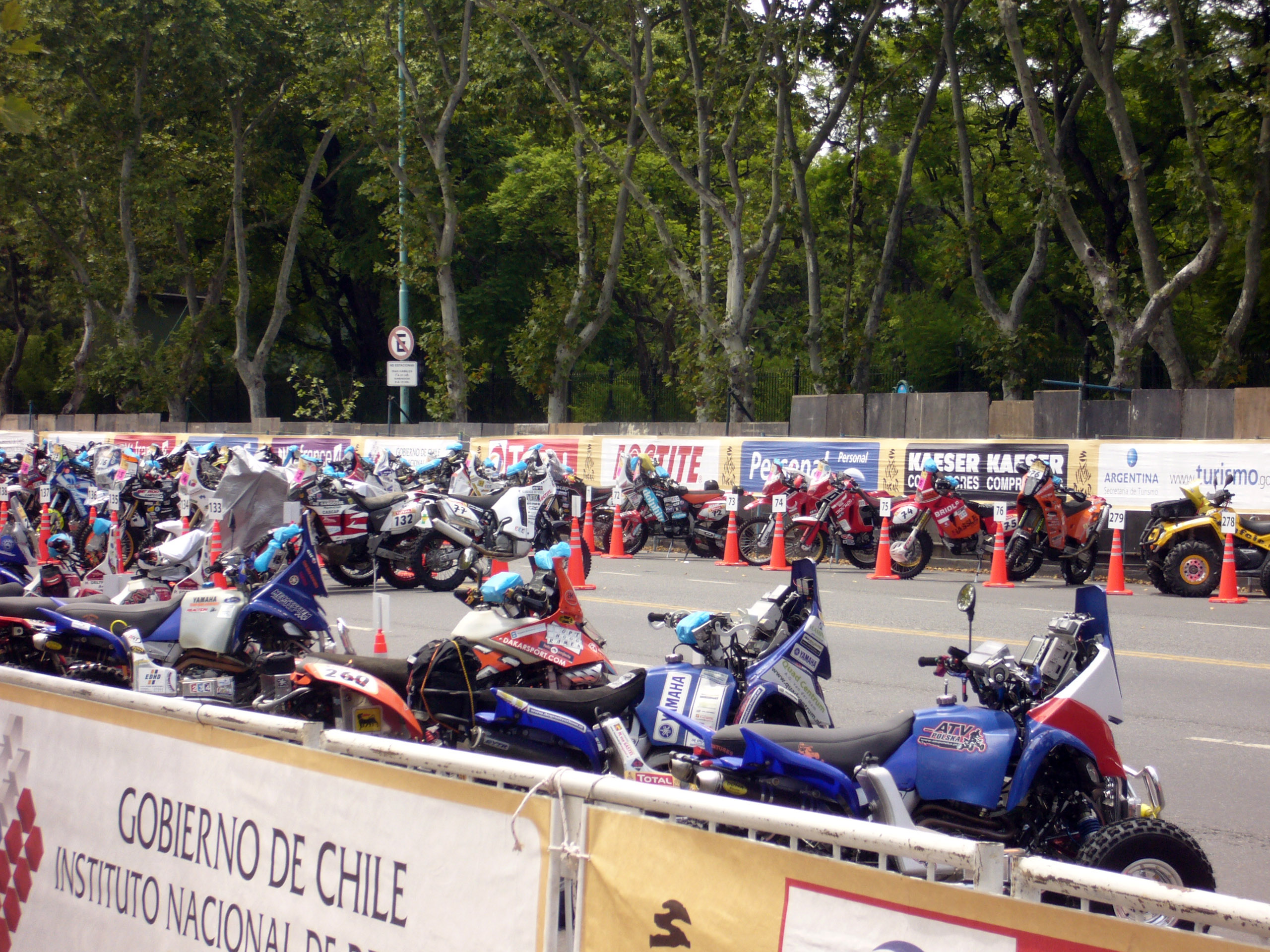
Motos y cuadriciclos del Rally Dakar 2009 estacionados en Palermo (Buenos Aires) antes del inicio del rally.

El 3 de enero a las 5 horas de la mañana (hora de Buenos Aires) se realizó la partida oficial desde La Rural. Unas 5.000 personas se agolparon para verlos salir.
Se dirigieron por la autopista Richieri y la ruta 205 en dirección a la ciudad de Saladillo.

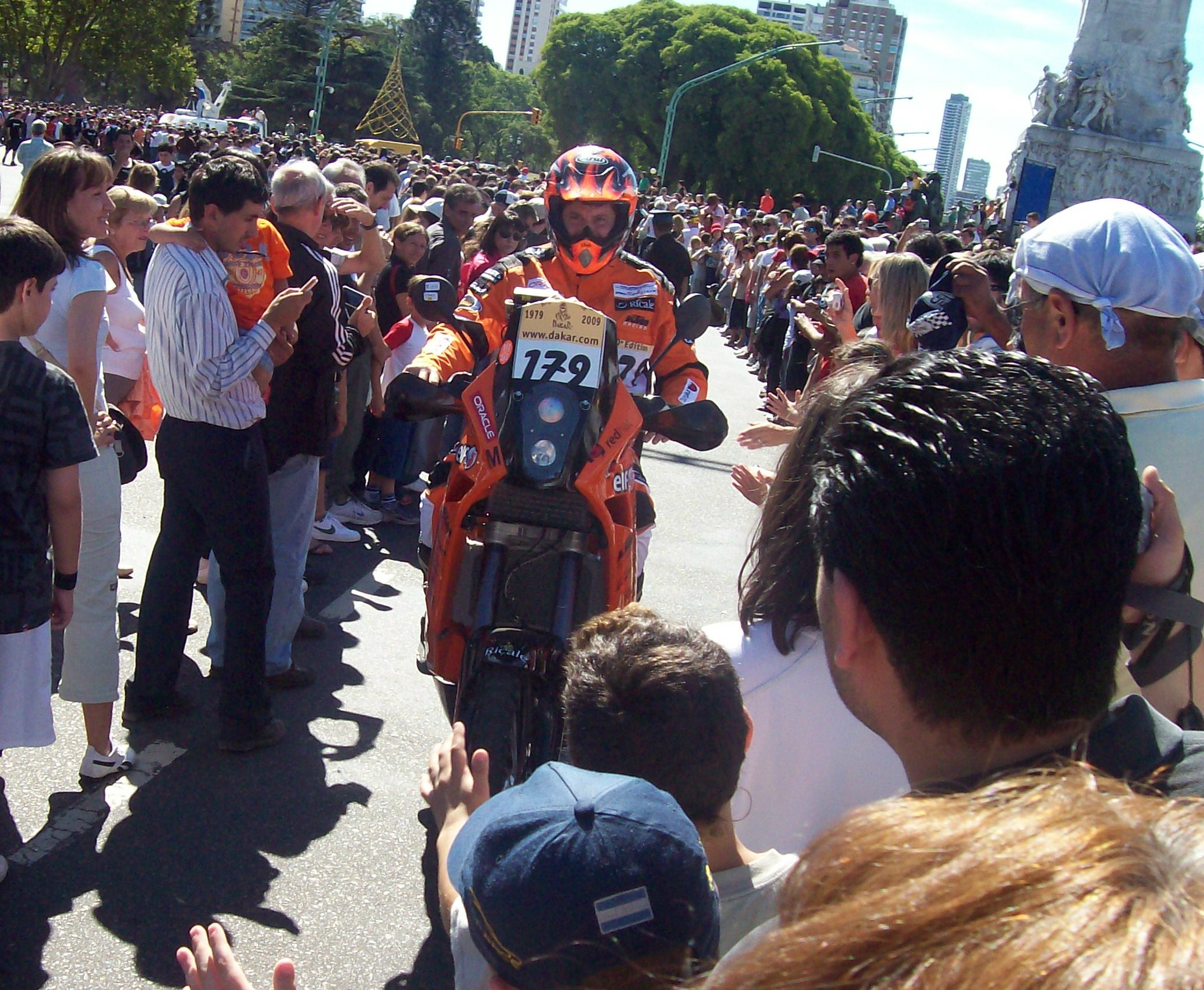
Cristian Romero, argentino, moto KTM.

El primer accidente se produjo cuando una camioneta Mitsubishi del holandés Tonnie van Dejnie salió del camino y un chico de 8 años sufrió heridas de consideración, pero quedando totalmente fuera de peligro. Los británicos Paul Green y su navegante Matthew Harrison volcaron su camioneta y fueron internados en el Hospital de Santa Rosa, con heridas graves. 
En otro accidente el motociclista francés Daniel Vermeloux sufrió fracturas y tuvo que ser rescatado en helicóptero. En el accidente participaron además otra moto, y el BMW de Gerlain Chichert.
Esta primera etapa fue ganada por el qatarí Nasser Al Attiyah, con un auto BMW, al llegar luego de 2 horas, 36 minutos y 15 segundos. 

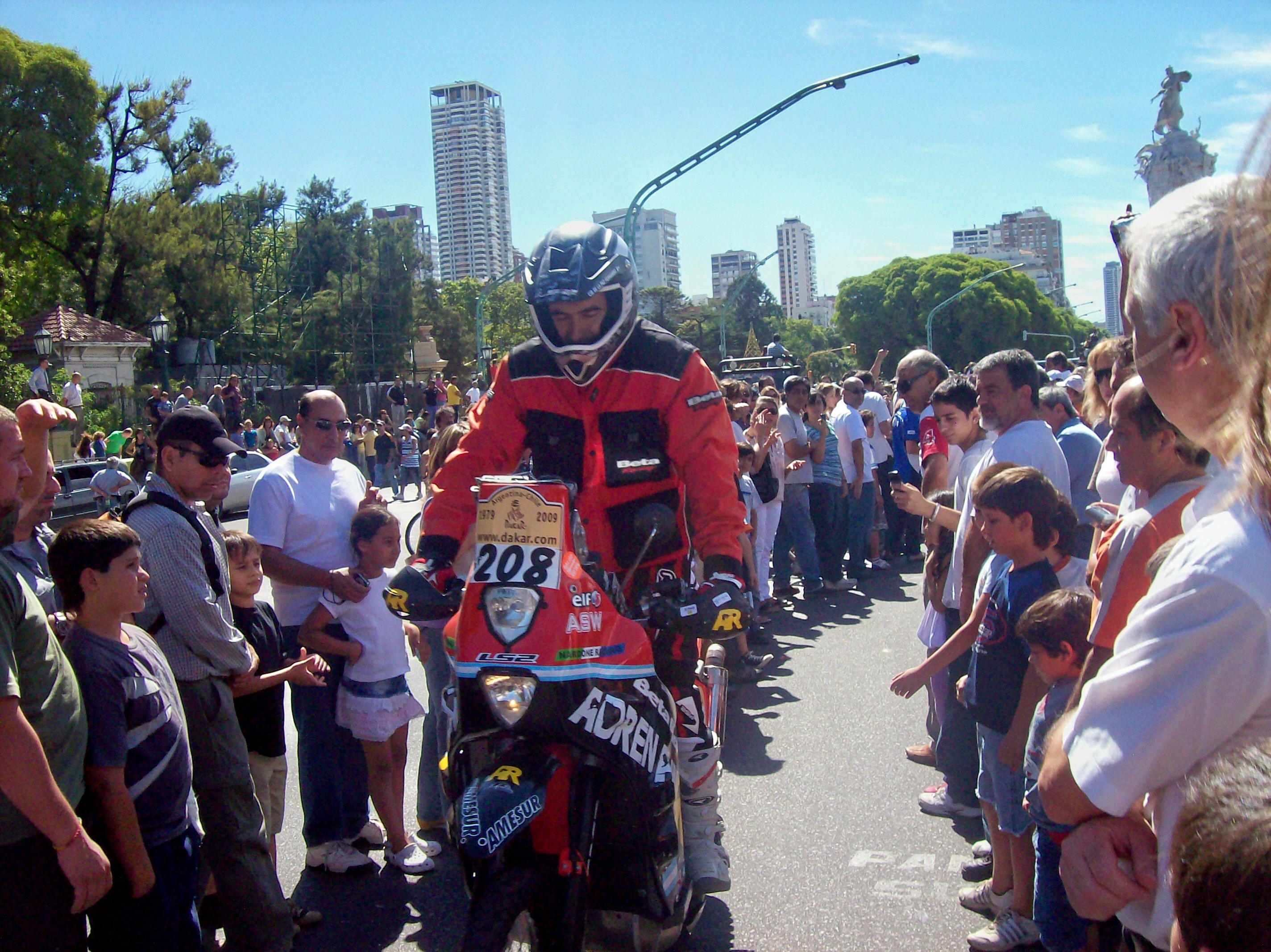
Cid de la Paz, argentino, con una Beta.

En motos llegó primero el español Marc Coma, ganador en el 2006, al marcar un tiempo de 2:46:17 s. 
En cuadriciclos, el francés Christophe Declerck (Yamaha) se adjudicó la primera especial y en camiones triunfó, el holandés Marcel Van Vliet (Ginaf).

### Etapa 2
La segunda etapa fue la más larga en kilómetros, con mucho camino de polvo y algo de arena, aunque no fue la más difícil. Terminó en Puerto Madryn.
El belga Stéphane Charlier tuvo que detenerse con su moto a 5 km del final por problemas con su motor, pero consiguió llegar a la meta gracias a Pierre Navarro, que lo remolcó con una correa que el público argentino logró hacerle llegar.

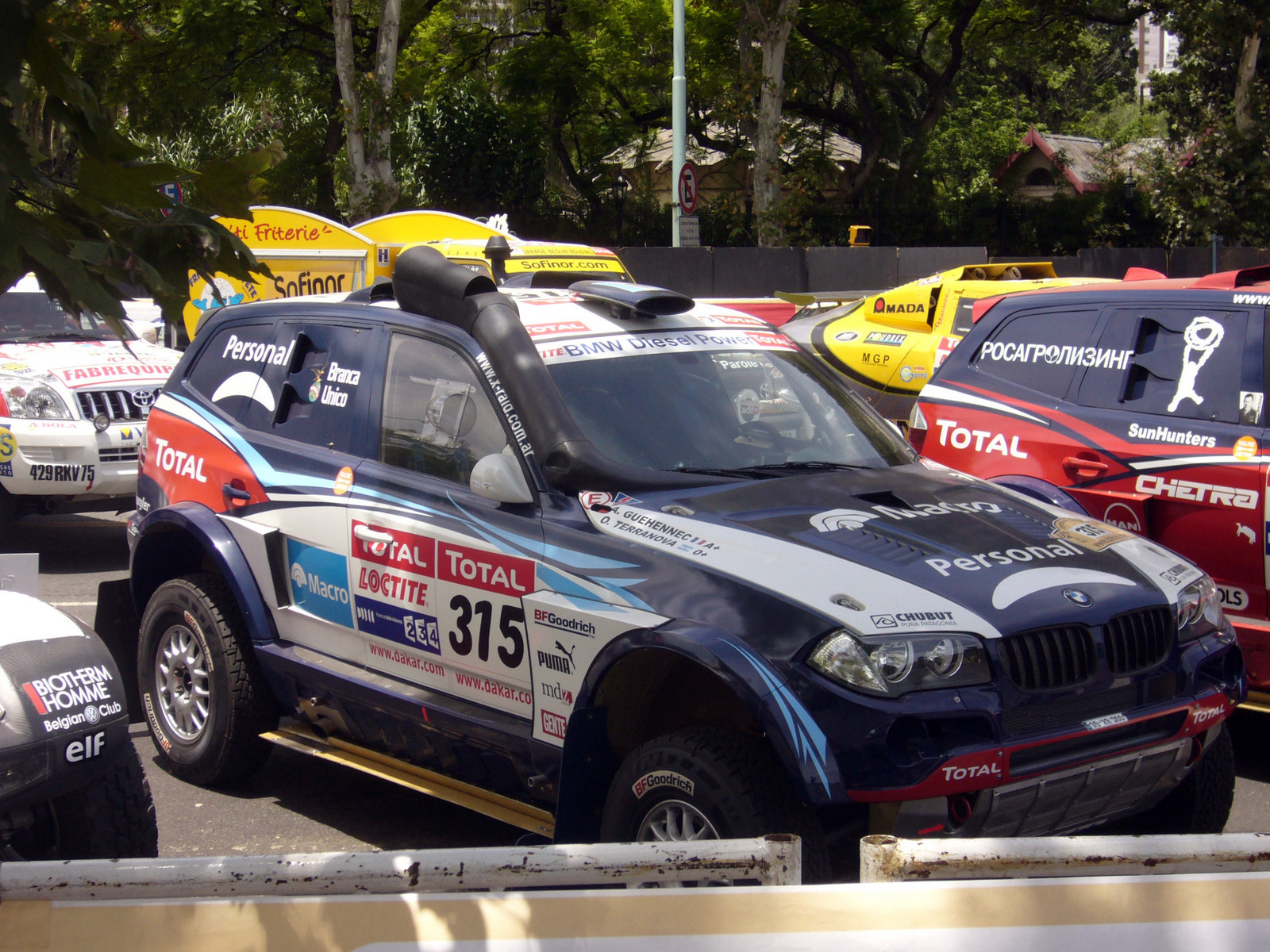
BMW X3 del argentino Orlando Terranova.

A las 12:30 horas el motociclista francés Pascal Terry, de 49 años, que por primera vez competía en un Dakar, e integraba el equipo MD Rallye Sport, informó que se había quedado sin gasolina pero que había podido continuar gracias a la ayuda de otro piloto. Sin embargo, un tiempo luego, desde la organización observaron que el Iritrack, una baliza satelital que indica la trayectoria del vehículo, estaba apagado, y por lo tanto comenzó su búsqueda. Debido a una información errónea, se creyó que se encontraba en el Vivac de Neuquén y la búsqueda se detuvo. Pero más tarde se reanudó al detectarse el error. Sin embargo no se pudo evitar un desenlace fatal: fue hallado sin vida el 7 de enero, a las 2.10, en una zona de densa vegetación. Se había quitado el casco y tenía comida y agua a su lado, según decía el comunicado de la organización que además explicó que el Iritrack, que se había apagado accidentalmente, se volvió a encender en forma fortuita, lo que permitió localizar el cadáver.

### Etapa 3 - Puerto Madryn - Jacobacci

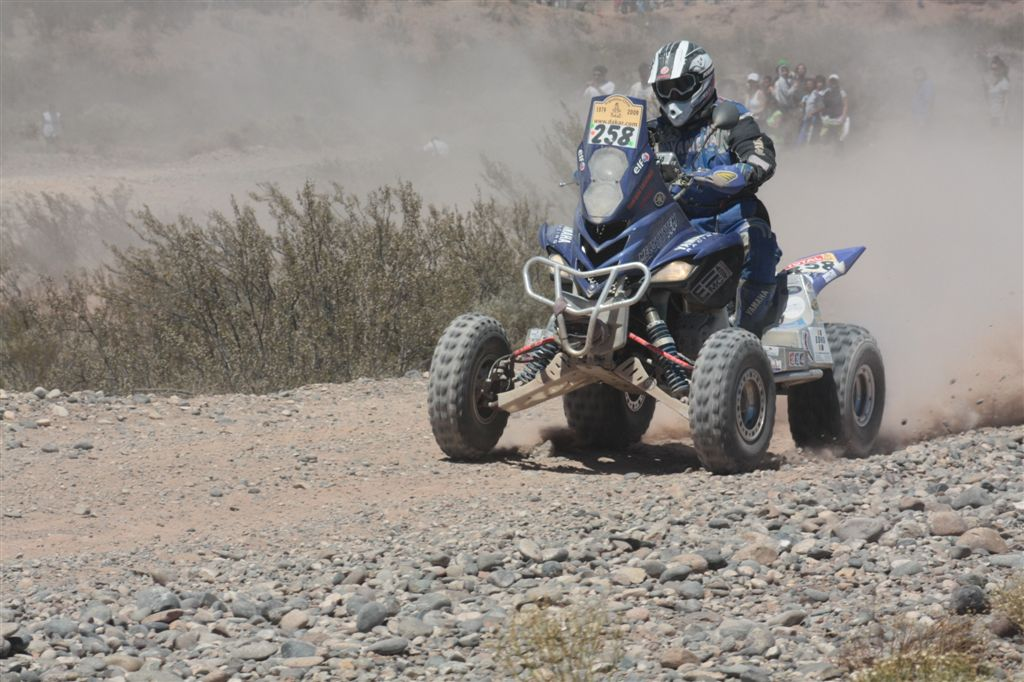
El francés Christophe Declerck, vencedor de las dos primeras etapas, en su Yamaha.

La tercera etapa, de 70 km de enlaces, 551 km de especial y otros 73 de enlace, consistió en un recorrido cansador, repleto de ondulaciones, por zonas rodeadas de lagos. Al finalizarla ya habían dejado la competencia desde el inicio un total de 5 motos, 1 cuadriciclo, 9 coches y 7 piloto camiones. El catarí Nasser Al Attiyah se adjudicó esta etapa que terminó en Ingeniero Jacobacci. Sin embargo, el español Carlos Sainz (VW), quien arribó segundo, seguía primero en la clasificación general. El árabe empleó cuatro horas y 29 minutos, y dejó a 35 segundos a Sainz.
En camiones el cinco veces campeón del Dakar, el ruso Vladímir Chagin (Kamaz) ganó esta tercera etapa 3’24 por delante del holandés Gerard De Rooy (Ginaf). Sin embargo en la general, Gérard De Rooy (Ginaf) sigue puntero con 7’46 de ventaja frente al ruso Kabirov (Kamaz), mientras que Chagin ocupa el tercer puesto.
En Moto el español Marc Coma (KTM) fue el vencedor, 17’49 por delante de su compañero de equipo y también español Jordi Viladoms (KTM) y del noruego Pal-Anders Ullevalseter (KTM), que resultaron empatados en la segunda posición. En la general, Coma cuenta con 39’11 de ventaja frente al francés David Frétigné (Yamaha), líder en la categoría 450cc, y 41’44 frente al holandés Frans Verhoeven (KTM), líder a su vez de la categoría maratón.
Por último, en cuadriciclos el checo Josef Machacek (Yamaha) se adjudicó la etapa 1’47 por delante del francés Christophe Declerck (Yamaha), vencedor de las 2 primeras especiales. En la general, Christophe Declerck lídera el grupo con 30’37 de ventaja frente al checo.

### Etapa 4 - Jacobacci - Neuquén

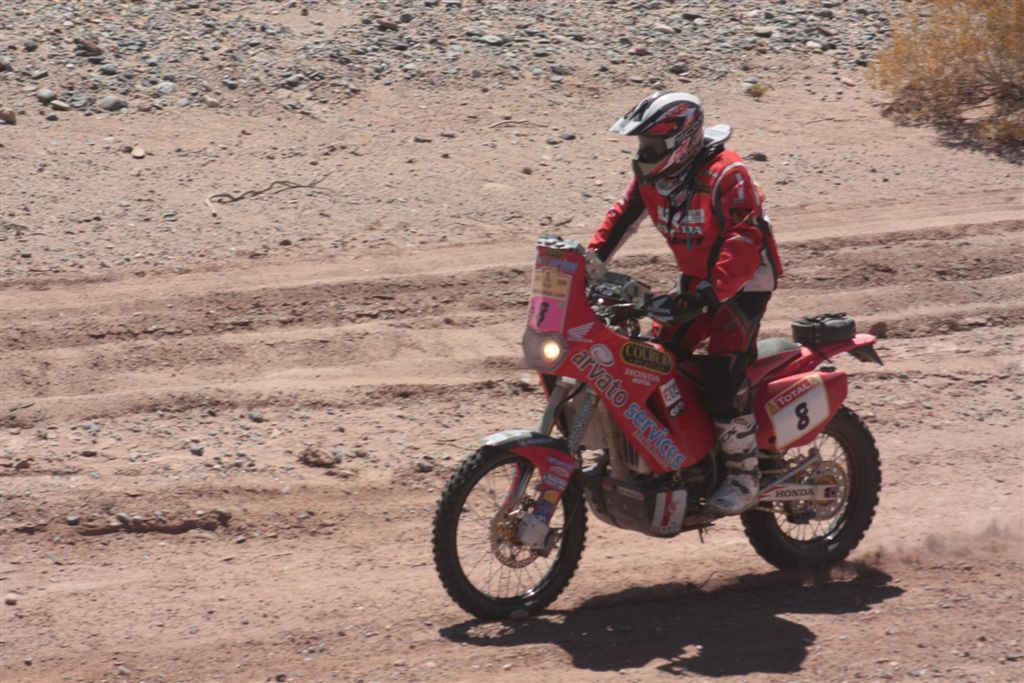
Etapa 4: el francés David Casteu en una KTM.

La cuarta etapa comienza en la ciudad de Ingeniero Jacobacci (de solo 10 000 habitantes), en la Provincia de Río Negro, para terminar en Neuquén. En total son 488 kilómetros con variadas superficies de piedras, tierra, arroyos, pistas rápidas y otras muy peligrosas. La parte de velocidad pura terminó en Maquinchao. El clima fue difícil, con mucho viento fuerte y constante, castigando los ojos, las computadoras, y la comida. A partir de Jacobacci comenzó un Dakar más parecido a las ediciones africanas. 
El español Carlos Sainz en un coche VW, se adjudicó esta etapa del rally, con solo 6 segundos de ventaja frente al catarí Nasser Al Attiyah. El español mantiene así su primer lugar en la carrera con una ventaja de 3’46 frente al mismo piloto catarí.
En camión, el holandés Gerard De Rooy (Ginaf) se adjudicó la segunda, con una diferencia 46’’ por delante del ruso Vladimir Chagin (Kamaz). 
Joan Manuel González (Yamaha) se adjudicó la 4.ª etapa de cuadriciclos, apenas 16’18 por delante del francés Christophe Declerck (Yamaha). En la general, Christophe Declerck mantenía el primer puesto frente al mencionado vencedor de etapa, González.
Por último en motos el español Coma (KTM) se adjudicó una nueva etapa, y terminó 1’17 por delante del francés Cyril Despres (KTM). En la general, Coma aventajaba por 42’57 a Street.

### Etapa 5 - Neuquén - San Rafael

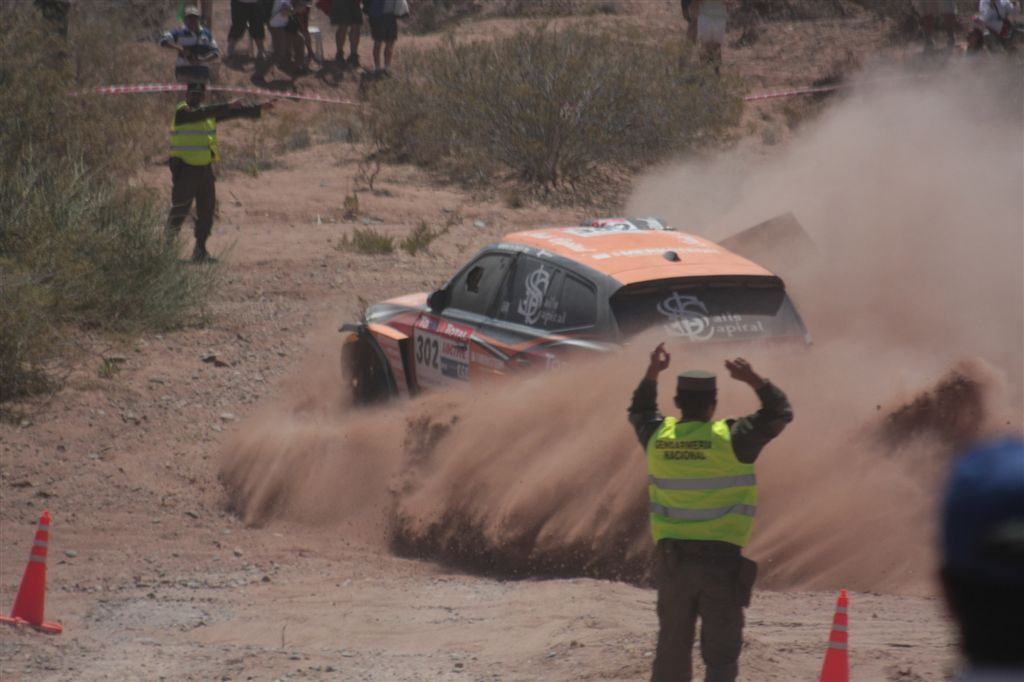
El catarí Nasser Al Attiyah con un BMW.

La quinta etapa corrida el día miércoles posee exigentes pasos de dunas, uno de los cuales tiene un cordón de cerca de veinte kilómetros. Hay largos pasos fuera de pista alternados con subidas a los ríos. La Cordillera de los Andes comienza a verse en el horizonte.
El catarí Nasser Al-Attiyah (BMW) aprovechó el vuelco del español Carlos Sainz (VW) y se proclamó líder de la etapa, 2’24 por delante del sudafricano De Villiers, en el 2.º puesto, y 6’33 por delante del español Sainz. En la categoría Open obtuvo una nueva victoria de etapa Robby Gordon (Hummer).
En camiones, en la general, Gérard De Rooy (Ginaf) scontinuaba como líder, con una diferencia de apenas 13 segundos del ruso Firdaus Kabirov.
En motos el estadounidense Jonah Street (KTM) se adjudicó la 5.ª etapa, 7’34 por delante del chileno Francisco "Chaleco" López (KTM). Marc Coma (KTM) perdió más de 15’ debido a un pinchazo, pero aventajaba en 27’12 a Street, en la categoría maratón, y en 39’09 al francés David Frétigné (Yamaha), líder de la categoría 450cc.
Por último, en cuadriciclos, el español Joan Manuel González (Yamaha) ganó la etapa, alcanzando su segunda victoria consecutiva en el Dakar. González ganaba también en la general.

### Etapa 6 - San Rafael - Mendoza

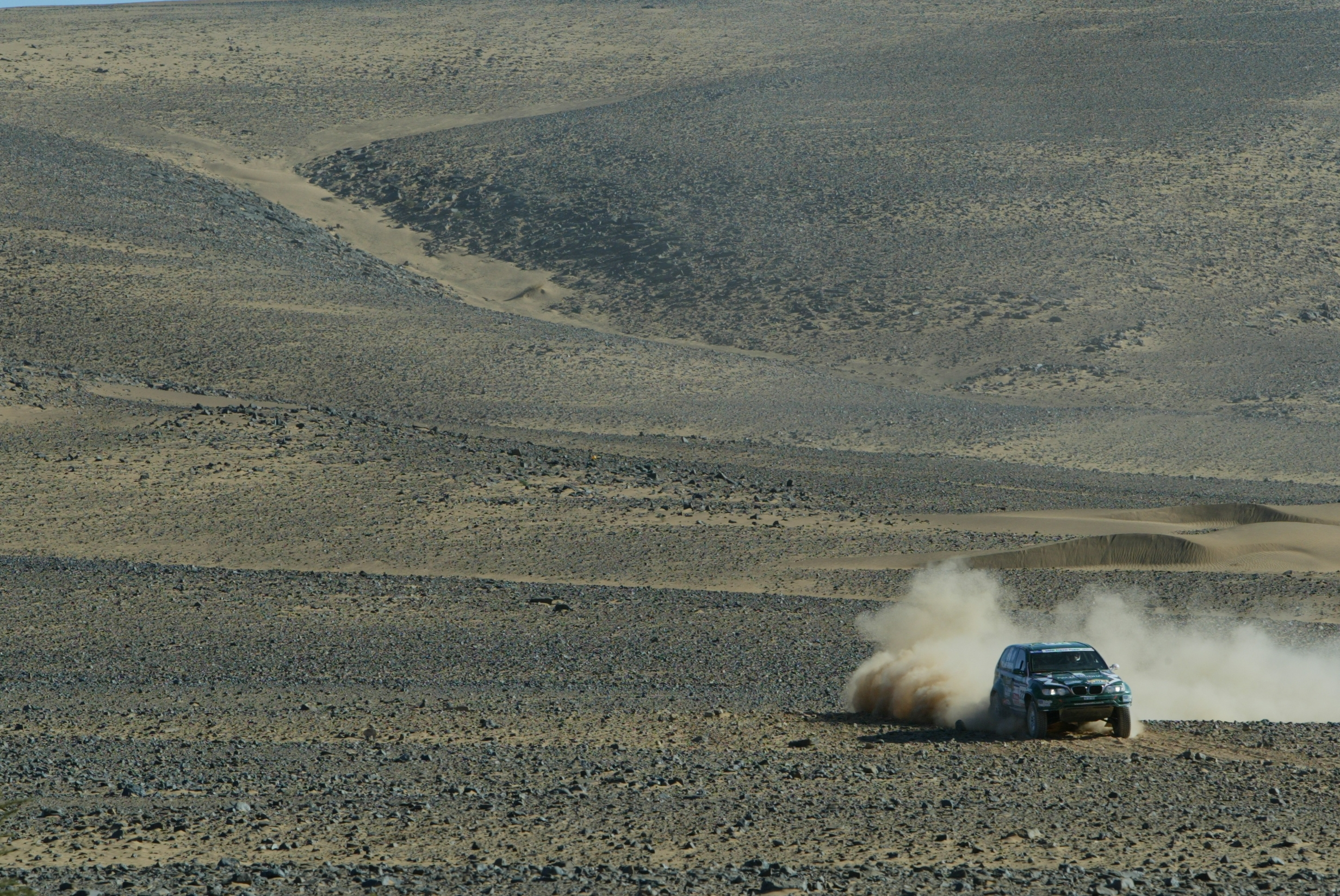
Coche compitiendo en el Rally Dakar 2009, en la zona de la Patagonia argentina.La etapa quinta había terminado con más de 40 participantes sin poder concluirla, principalmente por causa de las intensas lluvias y teniendo pasar la noche en el medio del camino.

Los organizadores debieron neutralizar la etapa hasta que, a las 9 de la mañana se pudo disponer de helicópteros para rescatar a los participantes varados.
Solo 385 participantes se pudieron continuar con la etapa seis, debiéndose además de recortar su recorrido: al tramo cronometrado se le quitaron 200 km pues la lluvia había logrado hacer infranqueable el vado del Río Diamante.
Se otorgaron dos horas y media de descanso extra, necesarias para afrontar esta etapa, con aún más y mayores dunas que la anterior, mayor altitud y climatología adversa.
El primero en cruzar la meta del tramo cronometrado fue Al Attiyah, pero más tarde la organización tomó la decisión de excluir al equipo X-RAID GMBH ya que en ese tramo tanto Al Attiyah como Thorner saltearon varios waypoints de paso obligado. Aparentemente el motivo que los llevó a hacerlo fue un sobrecalentamiento en el BMW X3C que les impidió afrontar la cadena de dunas.
Luc Alphand (Mitsubishi) se retiró pues su copiloto debió ser atendido por un desvanecimiento producido debido a los esfuerzos necesarios para desatascar su Racing Lancer. El Team Repsol Mitsubishi Ralliart se quedó entonces con solo dos Lancer en carrera: los de Nani Roma y el de Stéphane Peterhansel.
Al quedar Al Attiyah descalificado el segundo, De Villiers (VW), pasó a ser el primer clasificado. 
En la clasificación general De Villiers, Sainz y Miller de Volkswagen se encuentran en las primeras posiciones.
En camiones, el equipo dirigido por Juvanteny se catapultó al 13.er puesto de la general absoluta de camiones y a lidera la división 6x6. Jordi Juvanteny, José Luis Criado y Fina Román mantuvieron la posición, a pesar de haberse parado al comienzo de la etapa para ayudar a otros participantes. Los vencedores del día fueron Chagin, Savostin y Nikolaev a bordo de su Kamaz. La diferencia entre el primer y el tercer clasificado es de solo 25 minutos.
Los españoles Vila, Torrellardona y Busoms de PROmotor - Les Comes consiguieron entrar en la 5.ª posición, a 1 h 28′ del mejor clasificado. Una brillante posición, un resultado a todas luces extraordinario para un equipo privado que lucha de tú a tú con muchos oficiales.
Marc Coma terminó en segunda posición a 2 minutos y 9 segundos de Després. Marc Coma se afianza así al frente de la clasificación general con 40 minutos y 29 segundos de ventaja sobre Street.
El catalán Juan Manuel González "Pedregá" con su cuadriciclo fue segundo en la etapa. El día anterior, el piloto oficial de Yamaha se había adjudicado la especial. Machacek se encuentra a más de media hora del líder español.

### Etapa 7 - Mendoza - Valparaíso
Esta etapa del 9 de enero en que se cruza la cordillera para llegar a Chile, se caracterizó por lo dura, por los recortes en el recorrido, porque fue neutralizada al cien por ciento para los camiones y por el abandono de Stéphane Peterhansel, nueve veces campeón del Dakar, debido a un sobrecalentamiento de su Mitsubishi Racing Lancer. 
En efecto, el recorrido especial se acortó a 243 km y se anuló para los camiones ese tramo cronometrado.
‘Pedregá’ se accidentó con su cuadriciclo y abandonó por las heridas y fracturas en el momento en que era líder de la general; luego abandonaba uno de sus principales rivales, Declerck, por rotura del eje delantero de su Yamaha; abandonaron también Ferran Font y Miquel Amblàs, del equipo andorrano BPA, al volcar su Toyota Hilux.
Al terminar la etapa, Carlos Sainz con su Volkswagen Race Touareg lograba la victoria por delante de su compañero Mark Miller.
La clasificación general terminaba hasta aquí liderada por los Volkswagen, Sainz, De Villiers y Miller, seguidos por Nani Roma, conduciendo el único Mitsubishi Racing Lancer que quedaba en competición.
Como se comentó, en camiones explicar el tramo cronometrado fue neutralizado debido a que en la anterior etapa quedaron prisioneros de las dunas unos treinta camiones hasta la madrugada y por lo tanto se decidió recuperar estos vehículos.
Con su moto, el chileno Chaleco López llegaba 3 minutos por delante de Coma. Y dos minutos luego llegó Després. La general no se alteró y Coma disfrutaba de más de 50 minutos de ventaja sobre sus perseguidores más cercanos Street y Fretigne.
En cuadriciclos, después del accidente de Pedregá y la rotura de Declerck se destacó el triunfo del argentino Marcos Patronelli. En la general, Macjacek dominaba claramente con una ventaja de 2h. 30′ sobre el vencedor de la etapa, Patronelli.

### Etapa 8 - Valparaíso - La Serena
La organización ha replanteado la salida de los camiones, y ha decidido que por seguridad, a partir de mañana los grandes monstruos saldrán detrás de todos los coches. Ciertamente es una buena medida de seguridad, y así también evitan que rompan las pistas y se haga más duro el paso de los coches, pero tiene el inconveniente de que ante cualquier eventualidad, habrá que esperarles durante horas“.
Después de un día de descanso en Valparaíso, el domingo se continuó rumbo a La Serena. Esta etapa no tuvo demasiadas complicaciones, con poca navegación y, nuevamente, una acortada especial para los camiones.
Los automovilistas tomaron esto como una etapa de transición y mucha velocidad.
Carlos Sainz volvió a ganar con una venta de cerca de 4 minutos. La general quedó entonces como estaba, liderada en las tres primeras posiciones por los Race Touareg.
Los del KXR Toyota España se manejaron con tranquilidad. Concluyeron en el puesto 30 y se mantuvieron 20 en la general.
A los camiones se le acortó la etapa a 115 km por “motivos de seguridad”. Triunfó el Ginaf de De Rooy a tan solo 1′42″ del Kamaz de Chagin. La general se encuentra encabezada por Kabiroz y Chagin a bordo de sendos Kamaz.
Juvanteny, Criado y Roman del equipo KH7-Repsol-Epsilon concluyeron en la 15.ª posición scratch, lo que les permitió mantenerse primeros en la categoría 6x6 y seguir en 13.ª posición como mejor equipo español en la clasificación absoluta de camiones.
Vila, Torrallardona y Busoms de PROmotor-Les Comes terminaron justo por delante del Man de Juvanteny etapa y ocupaban la posición número 14 en la general.
En motos, la etapa se la adjudicaba el francés Després, 1′49″ por delante de Coma y a 2′56″ de “Chaleco” López. Viladoms entraba 13′ después en quinta posición.
En cuanto a los cuadriciclos, la victoria era para Machacez, a menos de tres minutos del argentino Patronelli. El líder acumulaba así más de 2h30′ de ventaja sobre sus perseguidores inmediatos en la general.

### Etapa 9 - La Serena - Copiapó

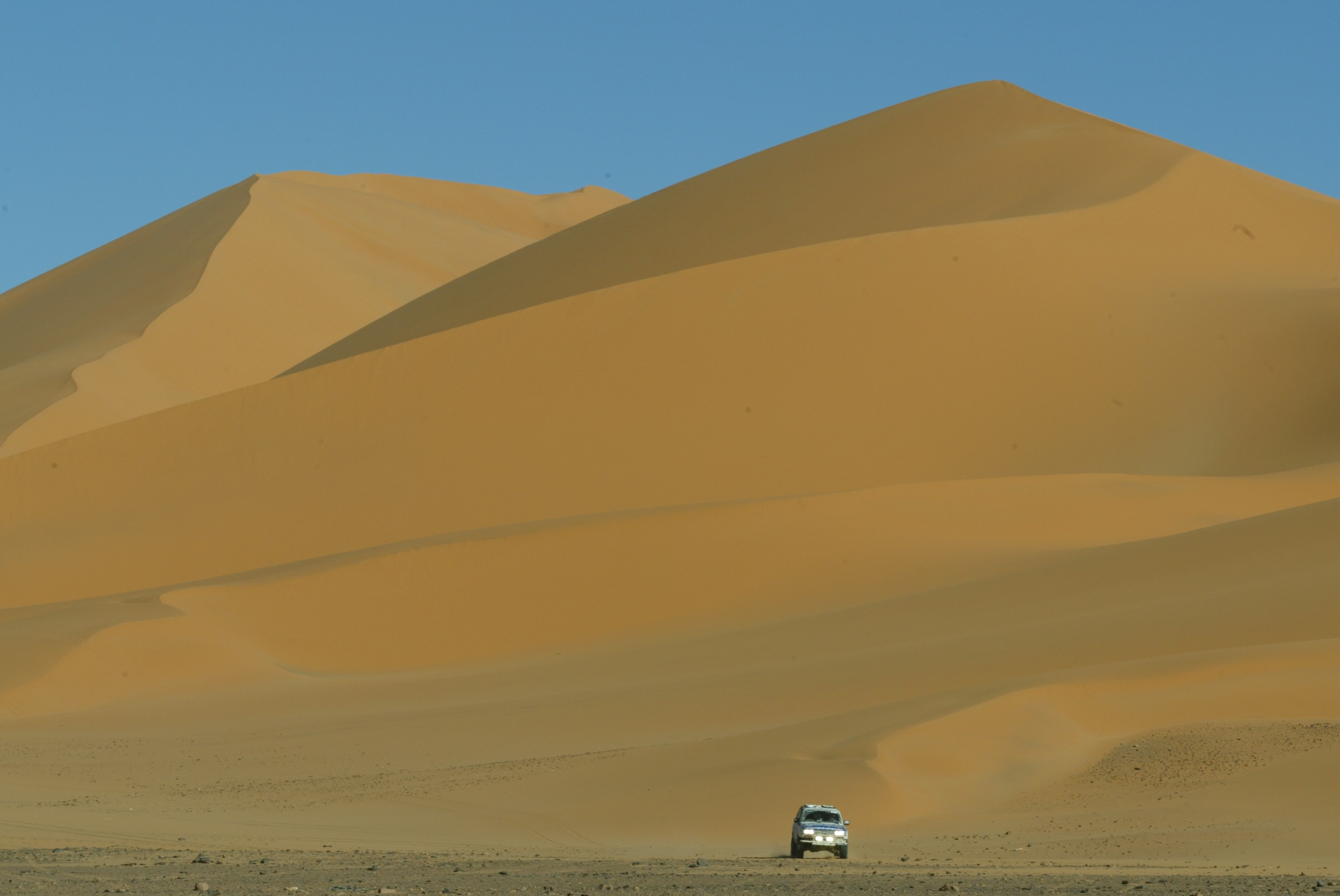
Dunas en el Rally Dakar 2009.

Carlos Sainz aprovechó muy bien los errores de navegación de rivales y la pinchadura de Miller que, pese a todo , pudo llegar al final a 1′ 47″ detrás de Sainz. Así, en la clasificación general, Sainz, Miller y De Villier iban primeros con Volkswagen Race Touareg.
En camiones, el Kamaz de Chaguin lídera casi media hora de ventaja sobre Kabirov.
Coma, líder de la general, llevaba ya más de una hora de ventaja sobre el segundo clasificado, Fretigne. El norteamericano Street por causa de una lesión en la caída de la etapa 8, quedó apartado del Dakar.
En los cuadriciclos volvía a imponerse Machacek, pero por escasos segundos ante el argentino Patronelli.

### Etapa 10 Desierto de Atacama

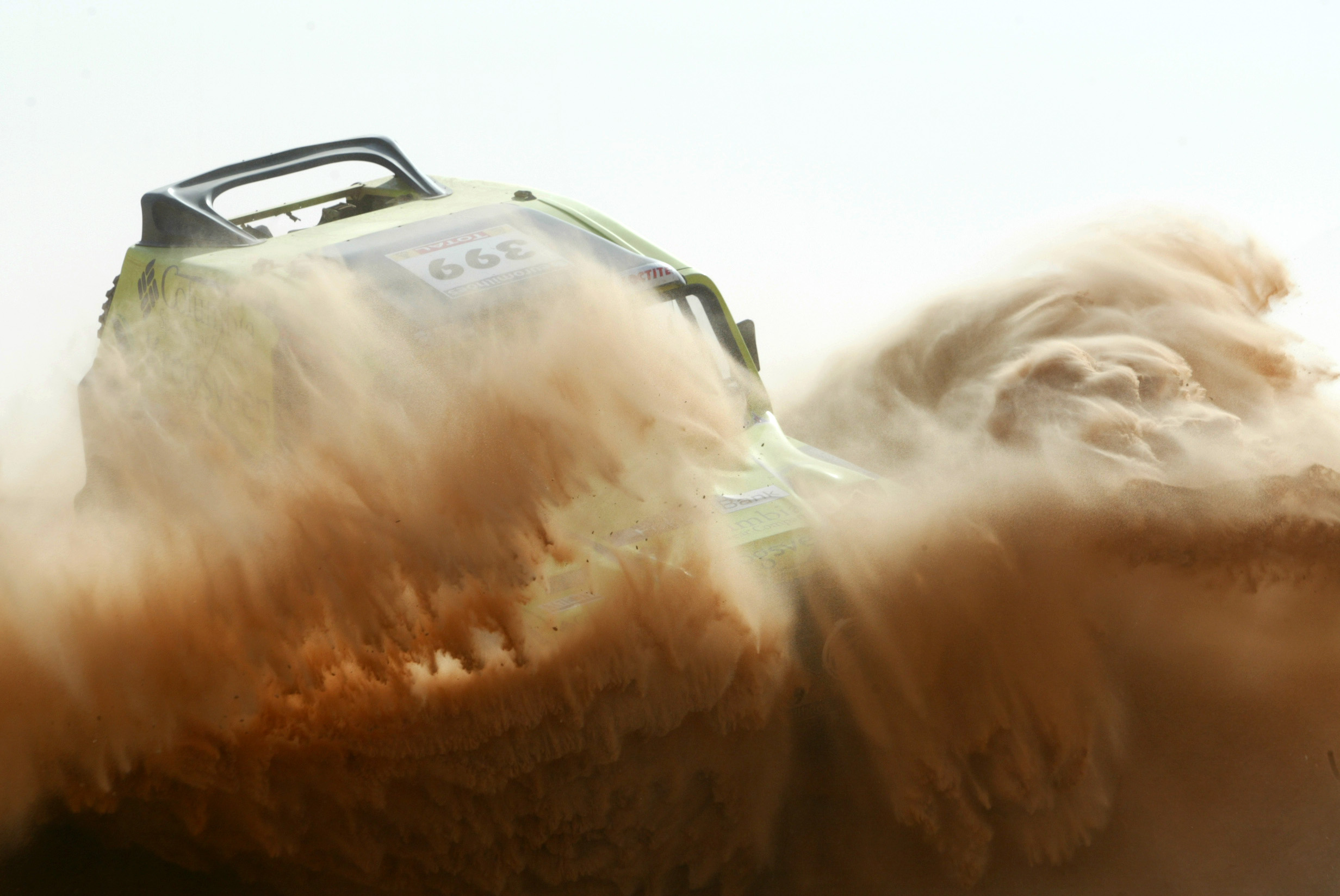
Coche descendiendo una duna en el Rally Dakar 2009.

La décima etapa se desarrolló en forma de bucle a lo largo del desierto de Atacama, con punto de partida y llegada en Copiapó y fue la más dura de toda la competencia. Cristóbal Guerrero, del Epsilon Team y con una KTM 525 EXC, sufrió un accidente teniendo que ser rescatado en helicóptero y trasladado en coma a un hospital en Copiapó con un edema cerebral. Por su parte el motociclista chileno Francisco López, se desmayó al llegar al campamento.
En cuanto a la carrera, fue recortada en unos 200 km, por un lado por causas meteorológicas que impidieron volar a los helicópteros en la mañana y por otro porque el terreno era excesivamente blando, en especial para los camiones.
Carlos Sainz se impuso en esta etapa y el argentino Orlando Terranova, con su BMW X3CC tuvo que abandonar al volcar cuando se encontraba liderando la etapa. Detrás de Sainz y a solo 20″ se encontraba Robby Gordon con su Hummer.
Marc Coma se extravió en el desierto persiguiendo a Després. Luego logró volver al camino e intentó recuperar el tiempo perdido, pero solo logró siturse en la 7.ª posición, 12′ después que su compañero de equipo Jordi Viladoms quien logró adjudicarse esta primera victoria de etapa. En la general, Marc Coma estaba 1h 24′ por delante del segundo, Fretigne. Després se sitúa tercero.
En cuadriciclos, el argentino Patronelli ganó la etapa, por delante de Machacek, pero este igualmente continuaba primero en la general a 2h 30′ del argentino.
En los camiones, muy diezmados, Chagin ganó la etapa a 2′ por delante de De Rooy. En la general se mantenía líder Kabirov con su Kamaz, a apemas 14″ de su compañero de escudería Chagin, y a más de media hora del Ginaf de De Rooy.
Dejando aparte la carrera, la Fundación Dakar Solidario entregó en Copiapó tres autoclaves (para esterilización del material médico) en el Hospital Regional.
En Buenos Aires se donó un electrocardiograma en un centro necesitado del mismo y material escolar, informático y camisetas para algunas organizaciones humanitarias tanto en Argentina como en Chile. El Dakar Solidario continúa trabajando en África para intentar solucionar las necesidades de la población de aquel continente.

### Etapa 11 -Copiapó-Fiambalá(anulada)
La Organización decidió omitir la etapa 11, para proceder a trasladar los vehículos directamente a Fiambalá, ya en territorio argentino, punto de largada de la etapa N.º 12. 
La caravana debió sortear, mediante un enlace, los 4.250 m s. n. m. y cruzar la frontera Chile-Argentina para dirigirse hacia La Rioja. El sinuoso camino cruza el Paso San Francisco, a unos 4.700 metros. La ruta de enlace asciende a través de la cordillera y se dirige hacia Hostería Murray, antes de llegar a Las Grutas y bajar a través de Cortaderos y Chaschuil hasta Fiambalá, en la provincia de Catamarca.

### Etapa 12:Fiambalá-La Rioja

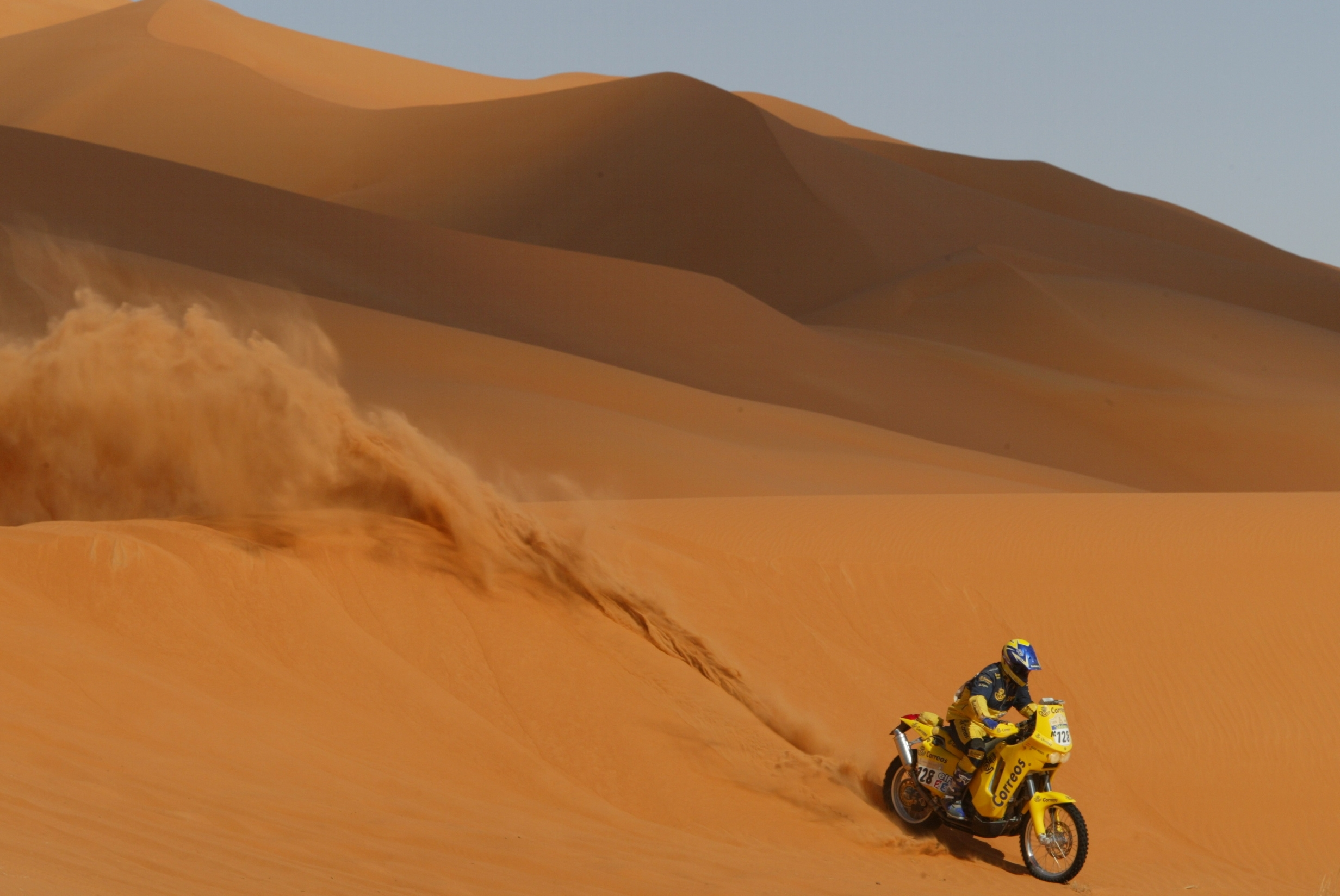
Moto bajando las dunas en el Rally Dakar 2009.

La etapa 12 se extendía originalmente a lo largo de 518 kilómetros, de los cuales resultarían cronometrados 253 km. El circuito estaba diseñado para atravesar diversos tipos de dunas, entre ellas la temidas «dunas blancas», ubicadas entre el kilómetro 140 y 160. Finalmente los organizadores decidieron acortar el trecho competitivo a 175 km, debido a las dificultades que se presentaron, precisamente en la zona de dunas blancas.
En autos, la sorpresa resultó el desbarrancamiento del líder Carlos Sainz, resultando su copiloto lesionado en un omóplato, lo que permitió que tomara la punta el sudafricano Giniel de Villiers, seguido por el estadounidense Mark Miller, ambos al comando de autos Volkswagen, al igual que Sainz.
En motos, la etapa fue ganada por el francés Cyril Despres, seguido del puntero de la general Marc Coma, quien conserva una considerable ventaja sobre aquel de 1 hora y media. 
En camiones, donde la competencia sigue muy cerrada, ganó Vladimir Chagin, con una ventaja de 1m47s sobre Kabirov, retomando así la punta en la general, con una ventaja mínima de 1m33s.
En cuadriciclos, el argentino Marcos Patronelli ganó la segunda etapa consecutiva, descontando 35 minutos en la general a Josef Machacek, quien mantiene una ventaja de 01h54m38s.

### Etapa 13:La Rioja-Córdoba

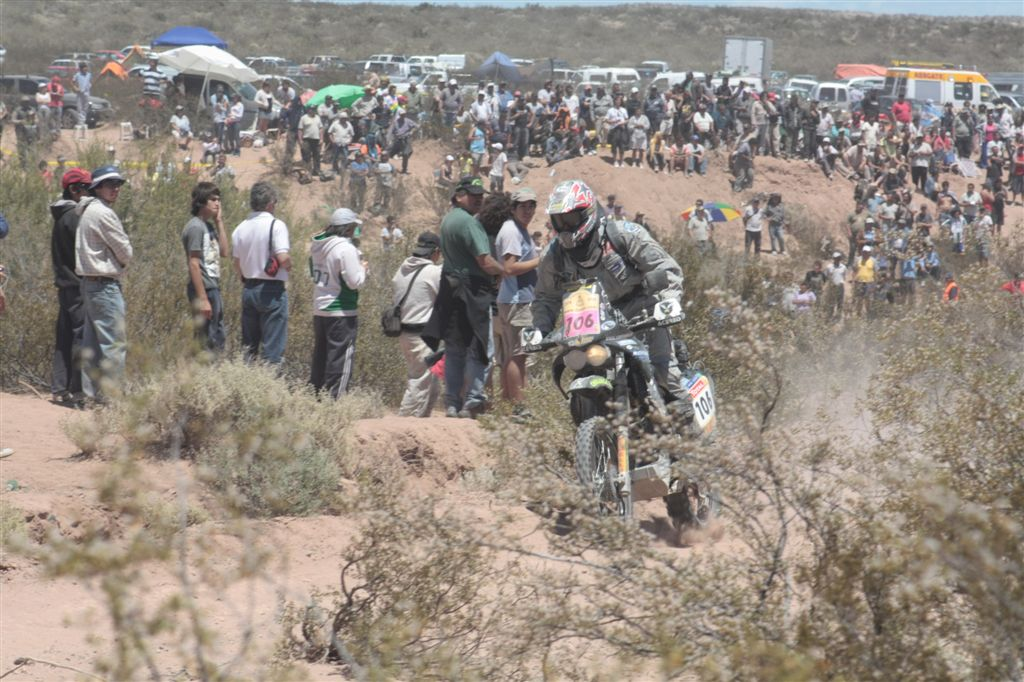
Moto Honda conducida por el griego Vasilis Orfanos.

La etapa tenía originalmente un recorrido total de 753 km, de los cuales eran cronometrados 545 km. Una parte importante de la carrera recorrería los caminos de las sierras de Córdoba en los que tradicionalmente se corre la etapa argentina de la copa mundial de rally. Hay mucha vegetación, arbustos espinosos y cactus.
Pero en la mañana se decidió modificar el recorrido debido a las fuertes lluvias del día anterior en La Rioja y Córdoba, que dejaron el primer tramo impracticable. Se quitaron 62 km quedando 691, de los cuales fueron de enlace los primeros 324 y los últimos 47, con un especial corto de 220.
En autos, los Volkswagen de Miller y De Villiers quedaron retrasados y la etapa se la adjudicó el español Joan "Nani" Roma, con Mitsubishi, seguido del polaco Holowczyc Krzysztof. La general sigue siendo liderada por De Villiers y Miller, con una ventaja de apenas 2 minutos 20 segundos, del primero sobre el segundo.
En motos, el francés Cyril Despres ganó la etapa, quedando en segundo lugar el español Marc Coma, quien continúa cómodo líder en la general, con casi una hora y media de ventaja sobre aquel.
En camiones, el ruso Firdaus Kabirov (Kamaz) se adjudicó la etapa, con lo que obtenía ya su segunda victoria en el rally, con una ventaja de 2’12 sobre el neerlandés Gerard De Rooy (Ginaf) y de 2’36 delante del alemán Franz Echter (MAN). En la general, Kabirov le había arrebatado el liderazgo al quíntuple campeón del Dakar, el “Zar” Chagin, segundo a 3’00. La tercera posición era para el neerlandés Gérard De Rooy.

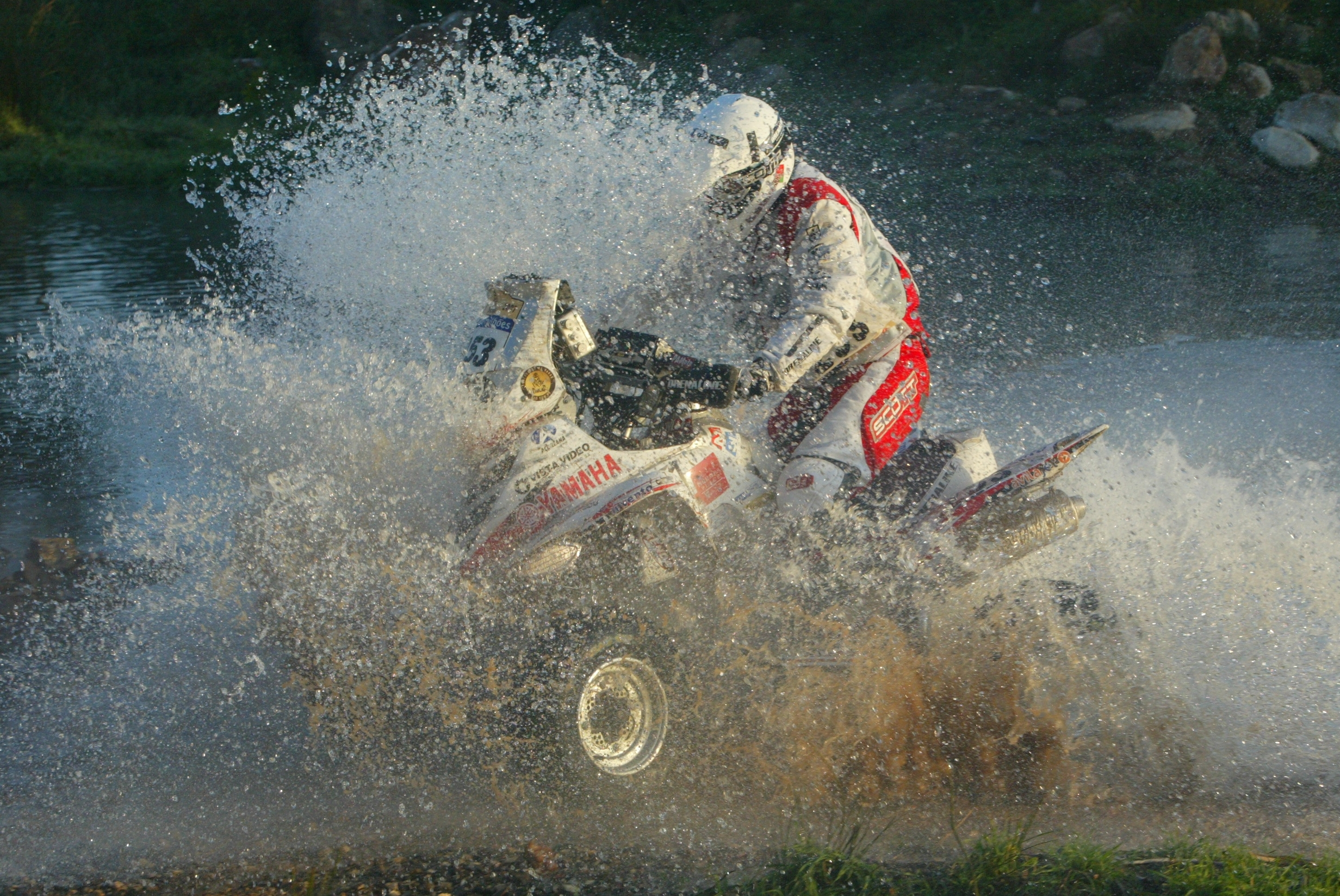
Cuadriciclo cruzando un río en el Rally Dakar 2009.

En cuadriciclos, la etapa la ganó el español Carlos Avendaño, con una ventaja de poco más de 2 minutos sobre checo Josef Machacek, quien de esta manera amplió su ventaja como líder de la general sobre al argentino Marcos Patronelli a 2 horas 20 minutos. El argentino se retrasó por haberse perdido en el camino pero igual llevaba en la general una ventaja sobre el tercero de 5 horas.
Quedaban solo en carrera al terminar la etapa 116 motos, 13 cuadriciclos, 90 coches y 51 camiones.

### Etapa 14 Córdoba - Buenos Aires
El sábado 17 terminó la última etapa cronometrada y de definición de los ganadores pasando por Villa Eloísa, y terminando en Carcarañá.
El enlace fue de 224 km, con una etapa especial de 227 km y un nuevo enlace de 341 km (Total: 792 km).

## Síntesis de los resultados de cada etapa

### Motos
| Etapa | Ganador de la etapa | Líder en la general |
| ----- | ------------------- | ------------------- |
| 1     | Marc Coma           | Marc Coma           |
| 2     | Frans Verhoeven     | Marc Coma           |
| 3     | Marc Coma           | Marc Coma           |
| 4     | Marc Coma           | Marc Coma           |
| 5     | Jonah Street        | Marc Coma           |
| 6     | Cyril Despres       | Marc Coma           |
| 7     | Francisco López     | Marc Coma           |
| 8     | Cyril Despres       | Marc Coma           |
| 9     | Frans Verhoeven     | Marc Coma           |
| 10    | Jordi Viladoms      | Marc Coma           |
| 11    | Etapa anulada       | Marc Coma           |
| 12    | Cyril Despres       | Marc Coma           |
| 13    | Cyril Despres       | Marc Coma           |
| 14    | Helder Rodrigues    | Marc Coma           |

### Cuadriciclos
| Etapa | Ganador de la etapa  | Líder en la general  |
| ----- | -------------------- | -------------------- |
| 1     | Christophe Declerck  | Christophe Declerck  |
| 2     | Christophe Declerck  | Christophe Declerck  |
| 3     | Josef Macháček       | Christophe Declerck  |
| 4     | Joan Manuel González | Christophe Declerck  |
| 5     | Joan Manuel González | Joan Manuel González |
| 6     | Josef Macháček       | Joan Manuel González |
| 7     | Marcos Patronelli    | Josef Macháček       |
| 8     | Josef Macháček       | Josef Macháček       |
| 9     | Josef Macháček       | Josef Macháček       |
| 10    | Marcos Patronelli    | Josef Macháček       |
| 11    | Cancelada            |                      |
| 12    | Marcos Patronelli    | Josef Macháček       |
| 13    | Carlos Avendaño      | Josef Macháček       |
| 14    | José María Peña      | Josef Macháček       |

### Autos
| Etapa | Ganador de la etapa | Líder en la general |
| ----- | ------------------- | ------------------- |
| 1     | Nasser Al Attiyah   | Nasser Al Attiyah   |
| 2     | Carlos Sainz        | Carlos Sainz        |
| 3     | Nasser Al Attiyah   | Carlos Sainz        |
| 4     | Carlos Sainz        | Carlos Sainz        |
| 5     | Giniel de Villiers  | Nasser Al Attiyah   |
| 6     | Giniel de Villiers  | Giniel de Villiers  |
| 7     | Carlos Sainz        | Carlos Sainz        |
| 8     | Carlos Sainz        | Carlos Sainz        |
| 9     | Carlos Sainz        | Carlos Sainz        |
| 10    | Carlos Sainz        | Carlos Sainz        |
| 11    | Cancelada           |                     |
| 12    | Giniel de Villiers  | Giniel de Villiers  |
| 13    | Nani Roma           | Giniel de Villiers  |
| 14    | Giniel de Villiers  | Giniel de Villiers  |

### Camiones
| Etapa | Ganador de la etapa | Líder en la general |
| ----- | ------------------- | ------------------- |
| 1     | Marcel Van Vliet    | Marcel Van Vliet    |
| 2     | Gerard De Rooy      | Gerard De Rooy      |
| 3     | Vladímir Chagin     | Gerard De Rooy      |
| 4     | Gerard De Rooy      | Gerard De Rooy      |
| 5     | Firdaus Kabirov     | Gerard De Rooy      |
| 6     | Vladímir Chagin     | Firdaus Kabirov     |
| 7     | ----------          | ----------          |
| 8     | Gerard De Rooy      | Firdaus Kabirov     |
| 9     | Vladímir Chagin     | Vladímir Chagin     |
| 10    | Vladímir Chagin     | Vladímir Chagin     |
| 11    | Cancelada           |                     |
| 12    | Vladímir Chagin     | Vladímir Chagin     |
| 13    | Firdaus Kabirov     | Firdaus Kabirov     |
| 14    | Firdaus Kabirov     | Vladímir Chagin     |

## Clasificaciones finales
El Rally Dakar culminó con los triunfos de Marc Coma en motos, Josef Machacek en cuadriciclos, Giniel de Villiers en coches y Firdaus Kabirov en camiones. 
113 motoristas, 13 pilotos de cuadriciclo, 91 equipos de coche y 54 de camión llegaron a la meta.

### Motocicletas
| Rank | Piloto                  | Marca          | Tiempo     |
| ---- | ----------------------- | -------------- | ---------- |
| 1    | Marc Coma               | KTM 690 Rallye | 52:14:33   |
| 2    | Cyril Despres           | KTM 690 Rallye | + 01:25:38 |
| 3    | David Frétigné          | Yamaha WRF 450 | + 01:38:56 |
| 4    | David Casteu            | KTM 690 Rallye | + 02:17:54 |
| 5    | Hélder Rodrigues        | KTM 690 Rallye | + 02:22:11 |
| 6    | Pål Anders Ullevålseter | KTM 690 Rallye | + 02:25:02 |
| 7    | Jordi Viladoms          | KTM 690 Rallye | + 02:28:29 |
| 8    | Frans Verhoeven         | KTM 690 Rallye | + 02:50:39 |
| 9    | Henk Knuiman            | KTM 690        | + 03:22:41 |
| 10   | Paulo Gonçalves         | Honda CFR 450  | + 04:12:42 |

### Quads
| Rank | Piloto            | Marca              | Tiempo     |
| ---- | ----------------- | ------------------ | ---------- |
| 1    | Josef Macháček    | Yamaha Raptor      | 68:22:06   |
| 2    | Marcos Patronelli | Can-Am 800         | + 02:34:00 |
| 3    | Rafal Sonik       | Yamaha Raptor      | + 07:42:34 |
| 4    | Hubert Deltrieu   | Polaris Outlaw 525 | + 11:13:31 |
| 5    | Oldřich Bražina   | Yamaha 660         | + 15:59:51 |
| 6    | Carlos Avendaño   | Suzuki LTR 450     | + 16:44:15 |

### Coches
| Rank. | Piloto              | Copiloto           | Marca              | Tiempo     |
| ----- | ------------------- | ------------------ | ------------------ | ---------- |
| 1     | Giniel de Villiers  | Dirk von Zitzewitz | Volkswagen Touareg | 48:10:57   |
| 2     | Mark Miller         | Ralph Pitchford    | Volkswagen Touareg | + 00:08:59 |
| 3     | Robby Gordon        | Andy Grider        | Hummer H3          | + 01:46:15 |
| 4     | Ivar Erik Tollefsen | Quin Evans         | Nissan Navara      | + 06:04:34 |
| 5     | Krzysztof Hołowczyc | Jean-Marc Fortin   | Nissan Navara      | + 06:37:49 |
| 6     | Dieter Depping      | Timo Gottschalk    | Volkswagen Touareg | + 08:43:29 |
| 7     | Miroslav Zapletal   | Tomas Ourednicek   | Mitsubishi L200    | + 11:03:08 |
| 8     | Leonid Novitskiy    | Oleg Tyupenkin     | BMW X3             | + 13:15:13 |
| 9     | Guerlain Chicherit  | Matthieu Baumel    | BMW X3             | + 14:49:49 |
| 10    | Joan "Nani" Roma    | Lucas Cruz         | Mitsubishi Lancer  | + 17:27:46 |

### Camiones
| Rank. | Piloto             | Copilotos                           | Marca    | Tiempo     |
| ----- | ------------------ | ----------------------------------- | -------- | ---------- |
| 1     | Firdaus Kabirov    | Aydar Belyaev Andrey Mokeev         | Kamaz    | 49:34:46   |
| 2     | Vladimir Chagin    | Sergei Savostin Eduard Nikolaev     | Kamaz    | + 00:03:39 |
| 3     | Gerard de Rooy     | Tom Colsoul Marcel Van Melis        | GINAF    | + 00:59:56 |
| 4     | Ilgizar Mardeev    | Viatcheslav Mizyukaev Ayrat Mardeev | Kamaz    | + 06:46:30 |
| 5     | Franz Echter       | Detlef Ruf Artur Klein              | MAN      | + 07:19:41 |
| 6     | André De Azevedo   | Majkel Justo Jaromír Martinec       | Tatra    | + 09:31:18 |
| 7     | Pep Vila           | Moisès Torrallardona Joachim Busoms | Mercedes | + 16:06:40 |
| 8     | Wulfert van Ginkel | Willem Tijsterman Richard de Rooy   | GINAF    | + 16:29:47 |
| 9     | Jordi Juvanteny    | José Luis Criado Fina Roman         | MAN      | + 19:53:45 |
| 10    | Zoltan Szaller     | Lazlo Karoly Pocsik Tibor Csitari   | MAN      | + 20:27:01 |